# ايشا اوزا
إيشا روهيت اوزا (من مواليد 1 أغسطس 1998م) لاعبة كريكيت هندية المولد تمثل منتخب الإمارات العربية المتحدة للكريكت للسيدات. في يوليو 2018م تم اختيارها ضمن تشكيلة الإمارات العربية المتحدة للمشاركة في بطولة تصفيات العالم للسيدات تونتي للكريكت عام 2018. و شاركت في بطولة توينتي الدولية للسيدات بطولة توينتي الدولية النسائية للكريكيت (WT20I) ممثلة دولة الإمارات العربية المتحدة ضد منخب هولندا في تصفيات العالم لبطولة توينتي في 7 يوليو 2018م. كما تم اختيارها في يوليو 2018م ضمن فرقة التنمية العالمية النسائية التابعة للمحكمة الجنائية الدولية. تحمل اوزا الرقم القياسي لأعلى الدرجات التي حققها لاعب دولي إماراتي في لعبة الكريكيت المحدودة وهو أيضًا أسرع لاعبة تصل إلى 1000 نقطة في بطولة تةينتي الدولية للسيدات WT20Is. حيث وصلت إلى هذا الرقم القياسي عندما سجلت 115 هدفًا في مرمى قطر في بطولة ACC للسيدات 2022. تم اختيار إيشا اوزا في يناير 2023م كأفضل لاعبة مساعدة للسيدات في المجلس الدولي للكريكيت لعام 2022.

## النشأة والشخصية
ولدت اوزا في مومباي في ولاية ماهاراشترا بالهند و انتقلت إلى مدينة دبي الإمارات العربية المتحدة مع عائلتها عندما كان عمرها ثمانية أشهر فقط. و تدرس إدارة الأعمال في جامعة ولونجونج في دبي.

## الاحتراف المحلي
لعبت اوزا لعبة الكريكيت المحلية في أكاديمية Desert Cubs للكريكيت وكانت قائدة الفريق الفائز في بطولة الإمارات الوطنية للسيدات في عام 2017م. خلال موسمها المتميز في بطولة ECB Women's National T20 League لعام 2018م وصلت إلى قائمة اللاعب الأكثر قيمة (MVP) مع أعلى هداف بالإضافة إلى أعلى معدل تسجيل للويكيت. في عام 2018م كانت اللاعبة الإماراتية الوحيدة التي تم اختيارها ضمن فريق التطوير العالمي للسيدات التابع لمجلس الكريكيت الدولي و الذي قام بجولة في إنجلترا للعب ضد أندية دوري كيا الممتاز.
انضمت اوزا إلى فريق مومباي للكريكيت النسائي في عام 2019م وتلعلب للفريق في البطولات المحلية لأقل من 23 عامًا وكبار السيدات في الهند.

## الاحتراف الدولي
تم اختيار اوزا في تشكيلة الإمارات العربية المتحدة لتصفيات بطولة العالم توينتي للسيدات لعام 2018 ولعبت أول مباراة لها في البطولة ممثلة منتخب الإمارات العربية المتحدة ضد هولندا في 7 يوليو 2018م. تم اختيار أوزا في مايو 2022م ضمن تشكيلة المحاربين في بطولة FairBreak International 2022.
في أكتوبر 2022م لعبت مع منتخب الإمارات في كأس آسيا لبطولة توينتي للسيدات.

## روابط خارجية
- ايشا اوزا at ESPNcricinfo